# Mim cellaclar
El mim cellaclar (Mimus saturninus) és una espècie d'ocell americana de la família dels mímids. Va rebre el seu nom per analogia amb la calàndria (Melanocorypha calandra), amb la qual no guarda més relació que la capacitat comuna d'imitar el cant d'altres aus.

## Característiques
És un ocell passeriforme, assoleix uns 27 cm de llarg quan és adult. Presenta un plomatge de colors apagats, amb el dors amb ratlles més fosques poc perceptibles. Les ales són més fosques, amb rivets blancs en alguns exemplars, així com la cua, que mostra al vol dues distintives taques blanques.
El bec és llarg i prim, ben adaptat a la captura d'insectes. Els tarsos de les potes són llargs, indicant el seu hàbit de caminador.

## Hàbits
Espècie insectívora i frugívora. Habita en zones d'estepa i prada, sense migrar a l'hivern. Passa la major part del seu temps en el sòl, desplaçant-se amb curtes carreres a bona velocitat.